# 新潟県立植物園
新潟県立植物園（にいがたけんりつしょくぶつえん）は、新潟県新潟市秋葉区に所在する植物園。

## 概要

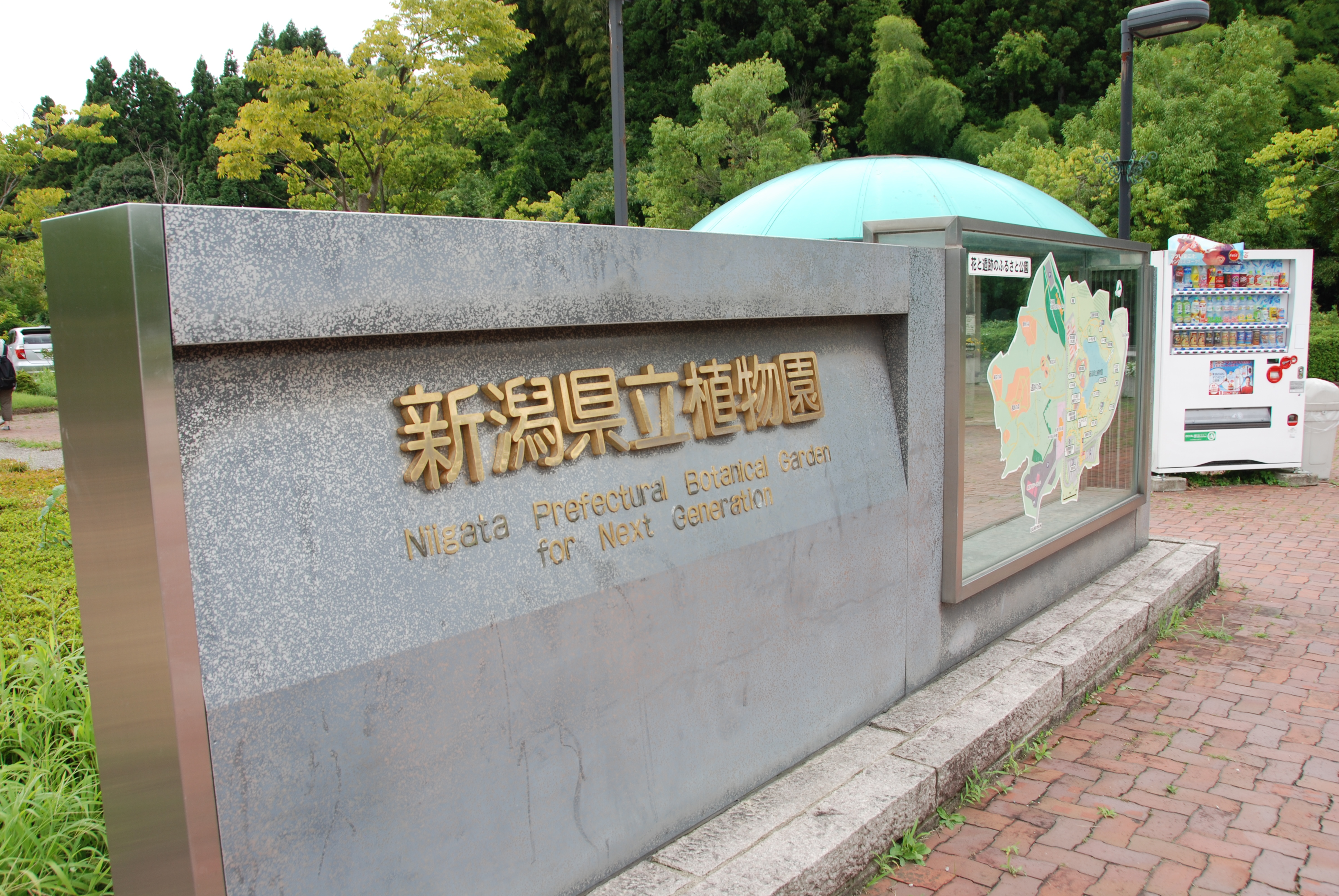
新潟県立植物園　入口表示

新潟市南部の秋葉区に1998年12月に開園した県立の植物園である。電源立地地域対策交付金を活用して建設された。周囲は花と遺跡のふるさと公園となっており、新津美術館、新潟県埋蔵文化財センター、弥生の丘展示館、新津フラワーランドなどが立地している。
園内は高さ30m×直径42mの国内最大級のドーム型温室「熱帯植物ドーム」を中心に、19.8haの園内に10万株を超える植物が植栽されている。国際総合学園および公益財団法人新潟県都市緑化センターのグループが指定管理者として運営を行っている。

## 主な施設
エリアA（屋内有料エリア）
- 鑑賞温室第1室「熱帯植物ドーム」
- 鑑賞温室第2室「花と緑のステージ」
- 鑑賞温室第3室「花と緑のアトリウム」
- 水中庭園

エリアB（屋内無料エリア）
- 鑑賞温室第3室（無料エリア）
- 花と緑の情報センター

エリアC（屋外無料エリア）
- エントランス花壇
- 宿根草花壇
- ボタン園
- オニバス池
- 芝生広場
- 水辺の草花園
- ツツジ園
- さくらの山
- にいがた自然園
- シャクナゲ園
- 市町村園
- ハーブ園
- 石垣緑化見本園
- シーボルト園
- 展望台
- 栽培施設（非公開）

## 開園時間および入園料

### 開園時間
休館日
・火曜日（火曜日が祝日の場合は翌平日、臨時休、開館日あり）
温室開館時間
- 9時30分 - 16時30分（最終入館16時）[3]

### 入園料
屋外エリアは入園無料である。土日祝は小・中学生は観賞温室入館も無料となる。また、JAFカードなどの提示、20名以上の団体、新潟県立植物園友の会会員などは観賞温室入館料が割引となる。
| 大人         | 600円 |
| シルバー     | 500円 |
| 高校生・学生 | 300円 |
| 小・中学生   | 100円 |

## アクセス
信越本線古津駅が最寄りとなるが、新津駅から新潟交通、秋葉区コミュニティバス「区バス」を利用することも可能である。自家用車向けには約300台収容の無料駐車場がある。
鉄道
- JR信越本線 古津駅下車、徒歩約25分[5]

バス
- 新津駅東口から区バス乗車、「美術館・植物園前」停留所下車、徒歩約1分[5]
- 新津駅東口から新潟交通観光バス「SW3・SW4 矢代田経由 白根・潟東営業所」行へ乗車、「新津美術館入口」下車、徒歩約10分[5]

自家用車
- 磐越自動車道新津インターチェンジから国道403号線を経由、約15分[5]
- 国道49号線茅野山インターチェンジから国道403号線を経由、約20分[5]